# Los pilares de la Tierra (serie de televisión)
Los pilares de la Tierra es una serie de televisión adaptación de la novela del mismo nombre escrita por Ken Follett. Fue estrenada el 23 de julio de 2010.

## Producción
La producción de la miniserie llevó cerca de un año y tuvo un coste de 40 millones de dólares estadounidenses. El proyecto fue financiado por la productora alemana, Tandem Comunicaciones, con Muse Entertainment y Scott Free Productions. La grabación se realizó en Austria y Hungría y comenzó en 2009. La toma aérea final del día de Salisbury, con la catedral, fue generada por ordenador.

## Diferencias con el libro
La trama de la serie omite algunos sucesos del libro:
- La lucha entre el rey Enrique II y el arzobispo Thomas Becket, que tiene como resultado el martirio del religioso a manos de varios caballeros del rey en la Catedral de Canterbury.
- El papel de Philip antes del martirio de Becket y la posterior penitencia del rey.
- El viaje de Jack a Toledo en España, donde se hospeda en la casa de un comerciante árabe-cristiano.
- En la serie el personaje de Milius no existe, y en el libro es uno de los monjes que más apoya a Philip.

Además, añade algunos temas en la serie que no se mencionan en el libro:
- La relación incestuosa entre William Hamleigh y su madre, Regan.

Varios eventos se han cambiado o añadido:
- La relación entre Jack y Aliena, en el libro el romance de ambos surge durante tardes de historias de juglar, prosigue con el molino de abatanar tejido y finaliza con el viaje de peregrinación; en la serie, Aliena parece tener una atracción especial por Jack desde el principio, deformando el romance del libro y el valor del primer beso o la importancia de la escena del molino que no aparece en la serie tv.
- Ellen no fue juzgada como bruja en el libro, sino más bien, el prior Phillip la obligó a vivir separada de Tom durante un año como penitencia por tener relaciones sexuales con Tom fuera del matrimonio.
- En el libro, Bartolomé, mientras está en la cárcel de Winchester, le pide a Richard hacer el juramento de no descansar hasta que sea conde de Shiring y Señor de todas las tierras que una vez gobernó. Entonces, su padre le pide a Aliena hacer el juramento de defender a Richard hasta que cumpla su objetivo.
- En el libro, Johnny "Ocho Peniques" es un monje con retraso mental, no un bandido que confesó y entró en el monasterio.
- En el libro, Phillip no menciona el hecho de que Aliena y su hermano se esconden en el castillo de Regan. Por el contrario, William llega al castillo antes que sus padres y la viola.
- El ahorcamiento de Jack Shareburg del libro fue sustituido en la serie por su quema en la hoguera, precedida por la tortura y el corte de la lengua.
- La posibilidad de colgar a William Hamleigh se produce como resultado de un intento fallido de colgar a Jack Jackson. En el libro, William es ahorcado por un sacrilegio después de que ayudara en el asesinato de Thomas Becket. El libro utiliza los dos ahorcamientos como un recurso argumental para enmarcar la historia.
- Después de la batalla de Lincoln, el prior Philip es torturado y alguien trata de estrangular a Jack Jackson, quien milagrosamente sobrevive.
- El rey Esteban nunca sufrió visiones de fantasmas en el libro, ni tampoco visitó las obras de la catedral. En cambio, su hermano Enrique, arzobispo de Winchester sí lo hace.
- Cuando William Hamleigh quema la feria de Kingsbridge, mata a Tom Builder con una espada, en vez de perseguirlo con su caballo de guerra (En el libro, el caballo aplasta el cráneo de Tom.)
- En el libro, Tom Builder diseña y comienza a construir la catedral en estilo románico, similar a la anterior que se quemó. La serie muestra el dibujo de Jack de arcos apuntados, y también la bóveda de crucería, en lugar de una bóveda de arista simple. Estos cambios acortan la historia en décadas.
- Los crímenes de William Hamleigh contra sus arrendatarios hacen que estos se conviertan en proscritos y posteriormente en el ejército de Richard (el legítimo conde).
- Tras el colapso de la bóveda de piedra, lo que causó la muerte de setenta y nueve ciudadanos de Kingsbridge, se pierde el cráneo de San Adolfo, Philip confiesa su restitución por otro cráneo ante Waleran, Remigio, y los demás monjes, y como resultado, los monjes votan cesar a Philip como prior de Kingsbridge en beneficio de Remigius.
- Tom Builder y Ellen nunca se casan pero en el libro Philip los casa.
- En la serie, Jonathan nunca se entera de que Tom Builder es su padre.
- Waleran es elevado a cardenal, tras organizar el asesinato del arzobispo de Canterbury (no Becket), y finalmente muere por una caída en la catedral.
- En el libro, Waleran intenta poner fin a la carrera de Philip acusándolo de fornicación y nepotismo (por ser el padre de Jonathan). De hecho, acaba con su propia carrera, ya que Ellen proporciona pruebas de que había cometido perjurio para colgar Jack Shareburg. En la serie, Waleran acusa a Philip de sustituir la calavera aplastada de San Adolfo por otra, lo que no aparece en el libro.
- En el libro la reliquia de san Adolfo es el esqueleto completo, mientras que en la serie es únicamente la calavera.
- En la serie, parece que Aliena y Jack sólo tienen un hijo, Tommy, pero en el libro tienen también una niña, Sally.
- En el libro los protagonistas se enteran de que William va a volver a atacar el pueblo por mediación de Richard que lo escucha en Shiring; en la serie la mujer de William, Elisabeth, se lo cuenta al prior Philip.
- En el libro quien mata a Alfred es Richard (que en ese momento ya era Conde de Shiring), y no Jack, y es entonces cuando se va a la Cruzada y no antes como se muestra en la serie.
- En el libro Sally (la hija de Jack y Aliena) es la que hace las vidrieras de las ventanas de la catedral, en la serie es Jack.
- En el libro a Jack le regalan la virgen que llora. En la serie él la hace.
- En la serie Jonathan, el hijo de Tom, no llega a ser prior de Kingsbridge, en el libro sí, además de que se hace mayor y descubre ahí quién es su padre.

## Reparto
- Matthew Macfadyen como Prior Philip.
- Ian McShane como Waleran Bigod.
- Rufus Sewell como Tom Builder.
- Eddie Redmayne como Jack Jackson.
- Hayley Atwell como Aliena de Shiring.
- Donald Sutherland como Conde Bartholomew de Shiring.
- Tony Curran como Rey Esteban.
- Sarah Parish como Regan Hamleigh.
- David Oakes como William Hamleigh.
- Robert Bathurst como Percy Hamleigh.
- Sam Claflin como Richard de Shiring.
- Liam Garrigan como Alfred Builder.
- Skye Bennett como Martha Builder.
- Gordon Pinsent como the Arzobispo.
- Natalia Wörner como Ellen.
- Anatole Taubman como Remigius.
- Götz Otto como Walter.
- Jody Halse como Johnny Eightpence.
- David Bark Jones como Francis.
- Alison Pill como Reina Matilde.

## Episodios
| N.º | Título               | Dirigido por         | Escrito por    | Fecha de emisión original | Código de prod. | Audiencia (millones) |
| --- | -------------------- | -------------------- | -------------- | ------------------------- | --------------- | -------------------- |
| 1 | «Anarchy»            | Sergio Mimica-Gezzan | John Pielmeier | 23 de julio de 2010       | 1–01            | 0.690                |
| La sucesión a la corona de Inglaterra está en duda, por lo que la hija del rey Enrique tenga que competir con su primo. Por su parte, Phillip es elegido prior lo que lo deja en deuda con el obispo Waleran. Lady Aliena de Shiring rechaza la propuesta de matrimonio de William Hamleigh. |                      |                      |                |                           |                 |                      |
| 2 | «Master Builder»     | Sergio Mimica-Gezzan | John Pielmeier | 23 de julio de 2010       | 1–02            | 0.690                |
| Un incendio destruye la catedral de Kingsbridge, dando a Tom, Alfred, su hijo, y a Jack, su hijastro, la posibilidad de construir una nueva catedral. Antes Philip aprende el poder de la política cuando se ve atrapado entre el obispo Waleran y la manipulación de los Hamleigh. Kingsbridge es sacudida por la acusación que se cierne sobre Ellen de ser una bruja. William y su subordinado Walter tomar Aliena y Richard por sorpresa en un ataque brutal que deja a los hermanos desmoralizados. Aliena hace una promesa a su padre el conde Bartholomew. Ellen se fuga de la prisión con la ayuda del prior Philip y otros. |                      |                      |                |                           |                 |                      |
| 3 | «Redemption»         | Sergio Mimica-Gezzan | John Pielmeier | 30 de julio de 2010       | 1–03            | 3.49                 |
| Aliena visita a su padre en prisión. Antes Phillip y William se encuentran en una disputa sobre el acceso a la piedra en la cantera de Shiring. Waleran y Regan idean una trama para trasladar la catedral de Kingsbridge a Shiring. El talento artístico de Jack hace que Tom le confíe la talla de una estatua en honor a San Aldolfo. El rey Esteban visita el lugar de trabajo de la catedral, pero se derrumba en un ataque de terror. Aliena inicia un negocio de lana para ganar dinero para dar la oportunidad a Richard de convertirse en un caballero. A William le preocupa quemarse en el infierno por sus muchos pecados.                                                                                                  |                      |                      |                |                           |                 |                      |
| 4 | «Battlefield»        | Sergio Mimica-Gezzan | John Pielmeier | 6 de agosto de 2010       | 1–04            | 3.49                 |
| Maud es asediada en el Castillo de Lincoln y Robert de Gloucester, no será capaz de acudir en su ayuda durante algún tiempo. William pretende heredar el título de su padre pero descubre que un misterioso caballero también es un rival para el condado. Mientras tanto, Regan se encarga de que Waleran absuelva a William de todos los pecados pasados y futuros en un esfuerzo por vencer el miedo interior de su hijo al infierno. El rey Esteban, asustado por la aparición de Jack, da órdenes a un asesino para matarlo. La batalla entre el rey Esteban y Maud se acentúa al tener cada uno un rehén. Philip es torturado en una confesión cuando Waleran dice a Maud que él es el hombre que traicionó al conde Bartholomew. |                      |                      |                |                           |                 |                      |
| 5 | «Legacy»             | Sergio Mimica-Gezzan | John Pielmeier | 13 de agosto de 2010      | 1–05            | 3.49                 |
| Waleran y Regan ingenian un intercambio de prisioneros para quedar de lado del ganador de la guerra. Tom quiere que Jack y Alfred sean amigos, pero su rivalidad en el trabajo y con Aliena es demasiado intensa. Mientras tanto, William decide atacar a Kingsbridge como una manera de detener la feria de lana y el éxito de Aliena. Los Hamleigh y el Prior se conceden derechos sobre tierra de Shiring, pero tiene un precio. Los celos que tiene Alfred de Jack llega a nuevas alturas. |                      |                      |                |                           |                 |                      |
| 6 | «Witchcraft»         | Sergio Mimica-Gezzan | John Pielmeier | 20 de agosto de 2010      | 1–06            | 3.49                 |
| Richard vuelve de la guerra para encontrar a su hermana sin dinero, sin más dinero para mantener a su caballería. Alfred se ofrece al prior Philip como maestro de obras. Aliena tiene que elegir entre su amor por Jack y el juramento que hizo a su padre. Regan Waleran reúne fuerzas para hablar con el Rey sobre condado, dado en largo retraso de William. Un desastre en Kingsbridge se convierte en la forma en que Waleran elimina a Philip a su cargo. |                      |                      |                |                           |                 |                      |
| 7 | «New Beginnings»     | Sergio Mimica-Gezzan | John Pielmeier | 27 de agosto de 2010      | 1–07            | 3.49                 |
| Como resultado de sus viajes, Jack ha aprendido a cumplir el sueño de Tom Builder de una catedral llena de luz. Aliena da pistas a Jack siguiendo el rastro de sus tallas. Waleran ofrece a Philip una nueva posición, pero significa que Philip debe obedecer siempre Waleran. Kingsbridge se convierte en próspero nuevo, lo que enfurece a Regan y William, que planean un ataque que se cumple con la resistencia de Richard, Jack y Philip. |                      |                      |                |                           |                 |                      |
| 8 | «The Work of Angels» | Sergio Mimica-Gezzan | John Pielmeier | 27 de agosto de 2010      | 1–08            | 3.49                 |
| Diez años más tarde, la fijación de Jack con la catedral le deja poco tiempo y energía para nada más, mientras que la fijación de Aliena con el condado distante de Shiring hace que se case con Alfred, un hombre al que odia. Waleran y Alfred desarrollan un plan para deshacerse de Jack, parece funcionar hasta que la evidencia sale a la luz, lo que hace que todos los errores sean rectificados. |                      |                      |                |                           |                 |                      |

## Emisión

### Emisión en España
| Temporada | Temporada | Episodios | Estreno                  | Final                 | Audiencia media | Audiencia media | Audiencia media |
| Temporada | Temporada | Episodios | Estreno                  | Final                 | Espectadores    | Cuota           |                 |
| --------- | --------- | --------- | ------------------------ | --------------------- | --------------- | --------------- | --------------- |
|           | 1         | 8         | 14 de septiembre de 2010 | 12 de octubre de 2010 | 4 113 000       | 23,8%           |                 |

| N.º | Título                                           | Fecha de emisión original | Audiencia (millones) |
| --- | ------------------------------------------------ | ------------------------- | -------------------- |
| 1   | «Anarquía» (Anarchy)                             | 14 de septiembre de 2010  | 5 102 000 y 31,1%    |
| 2   | «Maestro Constructor» (Master Builder)           | 21 de septiembre de 2010  | 3 901 000 y 24,0%    |
| 3   | «Redención» (Redemption)                         | 21 de septiembre de 2010  | 3 901 000 y 24,0%    |
| 4   | «Campo de batalla» (Battlefield)                 | 28 de septiembre de 2010  | 3 872 000 y 23,4%    |
| 5   | «Legado» (Legacy)                                | 28 de septiembre de 2010  | 3 872 000 y 23,4%    |
| 6   | «Brujería» (Witchcraft)                          | 5 de octubre de 2010      | 3 790 000 y 19,7%    |
| 7   | «Nuevos Comienzos» (New Beginnings)              | 5 de octubre de 2010      | 3 790 000 y 19,7%    |
| 8   | «El trabajo de los Ángeles» (The Work of Angels) | 12 de octubre de 2010     | 3 900 000 y 20,8%    |